# Evanston (Illinois)
Evanston je grad u američkoj saveznoj državi Ilinois. Prema popisu stanovništva iz 2010. u njemu je živjelo 74.486 stanovnika.